# Synodische Periode
Die synodische Periode oder synodische Umlaufzeit  (von altgriechisch σύνοδος synodos ‚Zusammentreffen‘) ist die Zeitspanne zwischen den Zeitpunkten aufeinanderfolgender gleicher Stellungen eines Himmelskörpers bezüglich Erde und Sonne. Von der Erde aus gesehen steht der Himmelskörper nach seiner synodischen Periode somit wieder im gleichen Winkel zur Sonne (Elongation), beispielsweise wieder in Opposition (180°) gegenüber oder wieder in Konjunktion (0°).
Als mittlere synodische Periode wird in der Astronomie die durchschnittliche Zeitspanne bezeichnet, gerechnet von Opposition zu Opposition oder von einer Konjunktion zur nächsten, so für den Mond von Neumond zu Neumond.

## Grundlagen

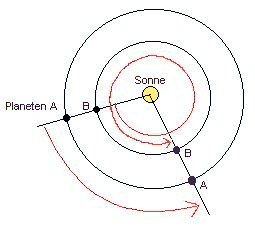
Nach einer synodischen Periode stehen die Planeten A und B wieder in gleicher Konstellation relativ zur Sonne; dabei haben sie die je durch Pfeile markierten Wege zurückgelegt.

Wie lange es dauert, bis ein von der Erde aus beobachteter Himmelskörper wieder die gleiche Stellung relativ zur Sonne einnimmt, wird als Dauer seiner synodischen Periode bezeichnet. Sie hängt von seiner Umlaufzeit und -richtung wie auch von der Umlaufzeit (und -richtung) der Erde um die Sonne ab. Bei gleicher Umlaufrichtung von Himmelskörper und Erde um die Sonne muss einer der beiden genau einen Umlauf mehr vollziehen, bis wieder ein hinsichtlich der Elongation gleicher Winkel erreicht wird, zum Beispiel Konjunktion oder Opposition (siehe nebenstehende Abbildung).
Welche Zeitspanne bis dahin verstreicht, lässt sich aus den Geschwindigkeiten des Umlaufs errechnen. Die Planeten des Sonnensystems umlaufen die Sonne alle in gleicher Richtung (prograd), und je weiter entfernt, desto länger dauert ihr Umlauf. Läuft ein Himmelskörper dreimal schneller als die Erde um die Sonne, so legt er anderthalb Umläufe zurück während eines halben Jahres auf der Erde. Ist die Erde dreimal schneller als ein Himmelskörper, so wird er nach anderthalb Jahren einen halben Umlauf zurückgelegt haben. Die synodische Periode beträgt also im einen Fall ein halbes Jahr, im anderen anderthalb Jahre.
Bewegt sich ein Himmelskörper dagegen in gegenläufiger Richtung (retrograd), ergibt sich damit für seine synodische Periode eine kürzere Dauer: Läuft er dreimal schneller um als die Erde, so legt er drei Viertel seines Umlaufs zurück während eines Viertels im Jahreslauf der Erde; ist er dreimal langsamer, so dauert es ein Dreivierteljahr, bis wieder eine gleiche Konstellation relativ zur Sonne erreicht ist. Die synodische Periode beträgt somit ein Viertel- bzw. ein Dreivierteljahr.
Für die Beobachtung von Himmelserscheinungen, die astronomische Phänomenologie, ist nicht allein die Kenntnis synodischer Perioden von Interesse. So sind für himmelsmechanische Aufgaben auch siderische Perioden wichtig: die Umlaufzeiten von Himmelskörpern, ermittelt für einen (unendlich weit entfernten) Fixstern als Bezugspunkt. Auf den Frühlingspunkt bezogen sind dagegen tropische Perioden, während  anomalistische Perioden Bezug auf die Apsiden der Umlaufbahn nehmen.

## Aktuelle und Mittlere synodische Periode
Die aktuelle synodische Periode schwankt um einen Mittelwert. Dieser ist gemeint, wenn  ohne nähere Angabe von synodischer Periode die Rede ist. Aufgrund der Ellipsenbahnen der Himmelskörper sind die Verweilzeiten in den einzelnen Sektoren der Bahn unterschiedlich. Auch die Erde – auf die als Beobachtungsort gemeinhin eine synodische Periode bezogen ist – läuft auf ihrer Bahn um die Sonne mit verschiedenen Bahn- und Winkelgeschwindigkeiten. Im Nordwinterhalbjahr ist sie der Sonne näher (der Perihel-Durchgang, am sonnennächsten Punkt, fällt auf einen Termin zwischen 2. und 5. Januar) und ihre Bahngeschwindigkeit daher höher als im Nordsommerhalbjahr (Aphel-Durchgang zwischen 3. und 6. Juli). Entsprechendes gilt für die anderen Himmelskörper, weshalb die Zeitspanne einer aktuellen synodischen Periode auch davon abhängt, wo die Erde und das andere Objekt sich jeweils auf ihrer Bahn befinden. Unregelmäßigkeiten entstehen darüber hinaus durch Bahnstörungen durch die restlichen Massen im Sonnensystem. Für kompliziertere Bahnen wie beim Mond und bei anderen erdumkreisenden Objekten (Satelliten), oder bei anderen wenig massereichen Himmelskörpern, sind die Berechnungen noch deutlich komplexer.

## Bemessung und Veränderung
Auch für eine mittlere synodische Periode ergeben sich unterschiedliche Werte je nachdem, welchen Referenzwert für die Elongation man zugrunde legt. Üblich ist die geozentrische Konjunktion mit der Sonne, bei den Planeten in Erdnähe bzw. beim Erdmond zu Neumond. Die Mittelwerte hängen auch ab vom Zeitraum, über den gemittelt wird. Denn die Bewegungen der Himmelskörper unterliegen zum einen langfristigen periodischen Veränderungen, zum anderen auch nichtperiodischen Änderungen, die langfristig deutlich werden (säkulare Änderung): So entfernt sich der Mond immer mehr von der Erde, seine mittlere synodische Periode nimmt daher laufend zu.
In der Literatur angegebene Werte der synodischen Periodendauer sind im Allgemeinen – obwohl eine typische beobachterbezogene Größe – auf eine heliozentrische ekliptikale Längendifferenz {\displaystyle \Delta \lambda =0} der Planetenmittelpunkte bezogen sowie auf den Erdmittelpunkt (geozentrisch), präziser auf den Erde-Mond-Schwerpunkt. Dann ist die synodische Periode unabhängig davon, ob und wo der Beobachter auf Planet A oder B, oder auf der Sonne, steht.

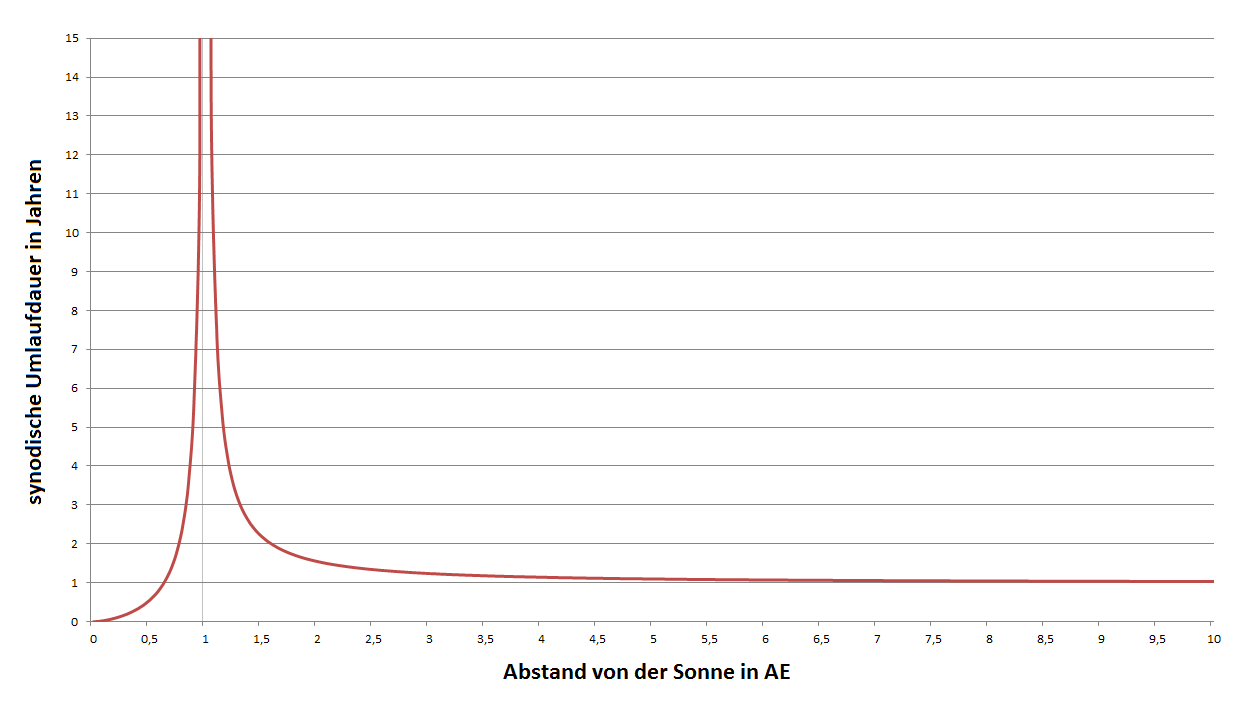
Abhängigkeit der Dauer der synodischen Periode eines Himmelskörpers von dessen mittlerer Entfernung zur Sonne – in Astronomischen Einheiten (AE) unter Annahme von Kreisbahnen – für Beobachter auf der Erde

Für den Standort Erde hängt die synodische Periodendauer der beobachteten Himmelskörper von deren mittlerer Entfernung zur Sonne ab, gesetzt ins Verhältnis zur Entfernung der Erde zur Sonne (1 AE). Bei progradem Umlauf in geringerer Entfernung – wie den inneren Planeten – nimmt die Periodendauer zu, je mehr sich ihr Sonnenabstand dem der Erde annähert. Bei progradem Umlauf in größerer Entfernung – wie den äußeren Planeten – nimmt die Periodendauer mit zunehmendem Sonnenabstand ab. Die nebenstehende Abbildung zeigt diese Beziehungen für vereinfachte Verhältnisse unter Annahme von Kreisbahnen.
Natürlich ließen sich für alle Himmelskörper im Sonnensystem auch synodische Perioden etwa in Bezug zum Mars ermitteln. Sie würden einem Astronauten auf Marsmission angeben, in welchen Zeitabständen die jeweiligen Himmelskörper besonders hell strahlen, wenn man sich auf dem Nachbarplaneten befindet. Von dort aus betrachtet wäre etwa die „synodische Periode“ der Raumstation ISS eine andere als jene von der Erde aus gesehen; ein Raumfahrer an Bord erlebt diese als die Zeitspanne von Sonnenaufgang zu Sonnenaufgang, rund 1 1⁄2 Stunden. Von besonderem wissenschaftlichen Belang ist die synodische Periode eines Exoplaneten, gemessen in Bezug auf dessen Zentralgestirn: Darüber ermittelt man seine siderische Periode, um die die synodische in Korrelation zur jährlichen Parallaxe der fernen „Sonne“ schwankt. Die keplersche Bahnperiode ermittelt man dann aus Modellierungen über Massen des Exoplaneten und seiner Sonne.

## Synodische Perioden im Sonnensystem

### Erde
Für die Erde ist eine synodische Periode nicht anzugeben, da deren Definition auf die Stellungen von Himmelskörpern hinsichtlich Erde und Sonne bezogen ist.
Die sich periodisch wiederholenden Bewegungen der Erde bezüglich der Sonne kommen durch tägliche Umdrehung (Rotation) und jährliches Umlaufen (Revolution) gemeinsam zustande. Ein Sonnentag ist die Zeitspanne, bis wieder der gleiche Meridian zur Sonne zeigt und so an den sonnenzugewandten Orten auf diesem Längenkreis die Sonne erneut kulminiert. Ein Sonnenjahr als tropisches Jahr ist die Zeitspanne, bis die geneigte Erdachse wieder die gleiche Stellung zur Sonne einnimmt und so ein jahreszeitlich gleiches Datum erneut erreicht wird; es dauert kürzer als ein auf den Fixsternhintergrund bezogener vollständiger Umlauf der Erde um die Sonne, ein siderisches Jahr.

### Mond
Bei Monden ist die synodische Periode die Zeitspanne zwischen zwei gleichen Mondphasen. Beim Erdmond wird sie auch Lunation genannt. Abweichend von der planetären Definition liegt der synodischen Periode des Mondes die geozentrische Längendifferenz zugrunde. Heute ist es üblich, die Lunationen von Neumond zu Neumond (bzw. von Konjunktion zu Konjunktion) zu messen – in der historischen Astronomie war aus Gründen der Beobachtbarkeit der Vollmond Bezug der Wahl.
Der gemittelte Wert heißt synodischer Monat und beträgt 29,5306 d oder 29 Tage, 12 Stunden, 44 Minuten; er stellt die Grundgröße für den Monat der Zeitrechnung dar. Die einzelnen Lunationen schwanken hingegen und weichen um bis zu rund 7 Stunden von dieser mittleren Dauer ab; mit der bisher beobachteten Schwankungsbreite (bis 6 h 12 min kürzer und bis 7 h 15 min länger als der Durchschnittswert) beträgt eine Lunation als die wahre synodische Periode zwischen 29,27 d und 29,83 d.

### Planeten
Für Planeten, die weniger als etwa 1,6-mal so weit entfernt wie die Erde (1,00 AE) die Sonne umlaufen – mit einer mittleren Entfernung geringer als 22/3 ≈ 1,587 AE, also Merkur, Venus und Mars –, ist ihre siderische Umlaufzeit kleiner als die jeweilige synodische Periode. Die Zeitspanne bis zur Wiederkehr derselben Phase mit gleichem Elongationswinkel Erde-Sonne-Planet dauert also jeweils länger als der siderische Umlauf dieser Himmelskörper um die Sonne.

Synodische Periode (lila) und siderische Periode (blau gestrichelt) von Planeten hängen auf unterschiedliche Weise vom Bahnradius ab (angenommene Kreisbahnen) – bei einem Sonnenabstand über etwa 1,59 AE dauert die synodische Periode kürzer als die siderische

Beispielsweise umläuft Venus die Sonne in gleicher Richtung wie die Erde, doch mit einer mittleren Entfernung von etwa 0,72 AE als innerer Planet deutlich schneller (siehe drittes Keplersches Gesetz), läuft ihr so davon und holt sie nach knapp 2,6 siderischen Umläufen wieder ein. Die Erde hat in dieser Zeit knapp 1,6 Umläufe zurückgelegt, die synodische Periode der Venus dauert somit knapp 1,6 Jahre, etwa 584 Tage. Eine ähnlich lange synodische Periode würde sich auch für einen fiktiven Himmelskörper ergeben, der in knapp 1,6 Jahren nur knapp 0,6 Umläufe zurücklegte, also eine siderische Umlaufzeit von fast 1000 Tagen hätte. Mars umläuft die Sonne in rund 687 Tagen mit etwa 1,52 AE mittlerer Sonnenentfernung als äußerer Planet deutlich langsamer als die Erde. Diese läuft in 780 Tagen 2,135-mal um die Sonne, der Mars in dieser Zeit 1,135-mal, bis eine Konstellation mit gleichem Elongationswinkel wieder erreicht wird. Auch die synodische Periode des Mars ist somit größer als seine siderische.
Ein fiktiver innerer Planet oder Sonnensatellit, dessen prograder Lauf um die Sonne 9⁄10 eines Jahres dauerte, hätte eine beträchtlich höhere synodische Periode. Aus seiner Winkelgeschwindigkeit von 10⁄9 Umläufen pro Jahr gegenüber der Erde mit exakt einem Umlauf pro Jahr ergäbe sich eine relative Winkelgeschwindigkeit von 1⁄9 Umrundungen pro Jahr. Ergo bräuchte es 9 Jahre, bis er nach 10 seiner Sonnenumläufe die Erde wieder eingeholt hätte. Analoges gilt für einen fiktiven äußeren Planeten mit 9⁄10 Jahren Umlaufzeit, den die Erde nach 10 Umläufen einholen würde, während dieser die Sonne erst neunmal umkreist hätte. In beiden Fällen dauert der synodische Umlauf länger als der siderische.
Erst bei weiter entfernten Himmelskörpern mit über etwa 1,59 AE mittlerer Entfernung zur Sonne wie den großen äußeren Planeten ist die synodische Periode kleiner als die siderische, welche nun mehr als zwei Jahre beträgt. Die Erde macht in dieser Zeit mehr als zwei Umläufe und überholt so den Himmelskörper. Wegen dessen geringer Bahngeschwindigkeit bestimmt die Bahnperiode der Erde mit wachsender Entfernung zunehmend die synodische Periodendauer. Je entfernter ein Planet ist, desto langsamer verschiebt er sich gegen den Sternenhimmel; die synodische Periode nähert sich mit steigender Entfernung an 1 Jahr an, da von der Erde aus betrachtet der Planet fast steht.
Für Himmelskörper, die in weniger als 0,52/3 ≈ 0,63 AE die Sonne umlaufen, ist die synodische Periode kürzer als 1 Jahr, da sie weniger als ein halbes Jahr Umlaufzeit benötigen und so nach zwei Umläufen in weniger als einem Jahr die Erde bereits überrundet haben. Von der Erde aus gesehen können diese Himmelskörper innerhalb eines Jahres also mehr als einmal in unterer Konjunktion stehen. Für Körper auf einer Umlaufbahn mit einer großen Halbachse von mehr als 0,63 AE dagegen dauert die synodische Periode über ein Jahr. Sie wird umso größer, je weniger sich die mittlere Sonnenentfernung von der der Erde unterscheidet (siehe Beispiel oben mit 9 bzw. 10 Jahren). Bei einer großen Halbachse von annähernd 1 AE ist die synodische Umlaufdauer sehr groß. Für äußere Planeten sinkt die synodische Periode mit zunehmendem Abstand wieder und nähert sich schließlich einem Jahr an.

### Tabelle
Die nachfolgende Tabelle enthält Zeitangaben für die Dauer der von der Erde aus beobachteten mittleren synodischen Perioden der Planeten des Sonnensystems, eines Körpers im Asteroidengürtel und von Transneptunischen Objekten sowie des Erdmondes (angegeben in Tagen und Kalenderjahren); zum Vergleich ist in der zweiten Spalte von links die jeweilige mittlere siderische Periode in Tagen eingetragen:
| Objekt  | mittlere siderische Periode | mittlere synodische Periode | mittlere synodische Periode       | wahre synodische Periode | Schwankung |
| ------- | --------------------------- | --------------------------- | --------------------------------- | ------------------------ | ---------- |
| Mond    | 00027,32 Tage               | 029,53 Tage                 | 0,0810 Jahre                      | 29,27 bis 29,83 Tage     | ±0,9 %     |
| Merkur  | 00087,97 Tage               | 115,88 Tage                 | 0,3170 Jahre                      | 106 bis 130 Tage         |            |
| Venus   | 00224,70 Tage               | 583,92 Tage                 | 1,5990 Jahre0= 1 Jahr 218,70 Tage | 579 bis 589 Tage         | ±1 %       |
| Mars    | 00687,00 Tage               | 779,94 Tage                 | 2,1350 Jahre0= 2 Jahre 49,50 Tage | 764 bis 811 Tage         | ±3 %       |
| Ceres   | 01682,00 Tage               | 466,72 Tage                 | 1,2780 Jahre0= 1 Jahr 101,50 Tage |                          |            |
| Jupiter | 04333,00 Tage               | 398,88 Tage                 | 1,0920 Jahre0= 1 Jahr 033,60 Tage |                          |            |
| Saturn  | 10750,00 Tage               | 378,09 Tage                 | 1,0350 Jahre0= 1 Jahr 012,80 Tage |                          |            |
| Uranus  | 30690,00 Tage               | 369,66 Tage                 | 1,0120 Jahre0= 1 Jahr 04,40 Tage  |                          |            |
| Neptun  | 60190,00 Tage               | 367,49 Tage                 | 1,0060 Jahre0= 1 Jahr 02,20 Tage  |                          |            |
| Pluto   | 90500,00 Tage               | 366,73 Tage                 | 1,0040 Jahre0= 1 Jahr 01,50 Tage  |                          |            |
| Quaoar  | 1,05×105 Tage               | 366,54 Tage                 | 1,0036 Jahre0= 1 Jahr 01,30 Tage  |                          |            |
| Sedna   | 04,0×106 Tage               | 365,29 Tage                 | 1,0001 Jahre0= 1 Jahr 00,05 Tage  |                          |            |

## Kulturelle Bedeutung
Der tägliche Höchststand der Sonne lässt sich leicht beobachten, der des Mondes nicht ganz so leicht. Auffälliger ist hier die Veränderung der Mondphasen, die davon abhängt, unter welchem Winkel die sonnenbeschienene Mondhälfte erscheint. Von der Erde aus gesehen stehen sich Sonne und Mond bei Vollmond gegenüber, in Opposition, der Mond kulminiert dann um Mitternacht. Dies ist nach einer synodischen Periode des Mondes, einen Monat später, wieder der Fall.
Diese Zeitspanne wird in den lunaren Kalendern verschiedener Kulturen grundlegend für einen zeitlichen Bezugsrahmen unterschiedlicher sozial organisierter Abläufe. Von dieser Periode ist ebenfalls der heutige Begriff des Monats abgeleitet, als einer Zeitspanne, die mit jahreszeitlich verschiedenen Wiederholungen den Jahreslauf in Abschnitte gliedert. Auch religiöse Feste wie Ostern oder Pessach richten sich noch nach dem Mond beziehungsweise dem Frühlingsvollmond (siehe Osterdatum). Der Kalender der Mayas berücksichtigte zusätzlich auch die Synoden des Planeten Venus. Die Leistung der frühen indischen Astronomen spiegelt sich im Kalendersystem vedischer Tradition wider, wo man durch Beobachtung der täglichen siderischen Bewegung des Mondes eine Feingliederung des Monats erhält.
Doch sind weder die siderischen noch die synodischen Perioden des Mondes von konstanter Dauer. Zur Orientierung werden daher Mittelwerte herangezogen.